# バスクチーズケーキ
バスクチーズケーキ、あるいはバスク風チーズケーキとは、外側を黒く焦がした濃厚な風味のあるチーズケーキである。スペインのサン・セバスティアンにある料理店ラ・ビーニャ（La Viña）のレシピをもとにしたベイクドチーズケーキで、バスク地方では「バスクチーズケーキ」にあたる名称では流通していない。日本では2018年頃からバスクチーズケーキという名称で知られるようになっている。

## 特徴
ベイクドチーズケーキの一種で、表面は黒くなるまで焦がしたキャラメルのような状態である一方、中は柔らかいのが特徴である。チーズケーキとしては酸味が少なく、味は「ベイクドチーズケーキとレアチーズケーキの双方のいいとこ取り」と言われる。クリームチーズ、卵、砂糖、小麦粉、生クリームなどをよくまぜてオーブンで焼き、その後に冷蔵して作る。ただし、小麦粉を使用しないレシピもある。濃厚なチーズの風味があり、ワインとあわせて食することもある。焼いて作るためベイクドチーズケーキであるが、内部はしっとりして溶けるような口当たりであるため「ベイクドでもレアでもない食感」だと言われている。紅茶、コーヒー、ワイン、コニャック、ウイスキーなどとともに食すこともある。

## 来歴

### ラ・ビーニャ
バスク地方には現地語で「バスクチーズケーキ」あるいは「バスク風チーズケーキ」にあたる名称で知られているケーキは存在しない。スペイン北部、ギプスコア県のサン・セバスティアンにあるレストランであるラ・ビーニャで出している、外側を黒く焼いたチーズケーキが日本語で「バスクチーズケーキ」と呼ばれているものである。ラ・ビーニャでは大きめに切った2切れを1枚の皿にのせて供する。ラ・ビーニャはこのケーキの作り方を公開しており、現地ではよく知られている。単なる「チーズケーキ」を指す「タルタ・デ・ケソ」(tarta de queso) として、地元ではバルなどの飲食店でよく提供されている。

### 日本の洋菓子店への導入
日本国内では2016年、株式会社Plan・Do・Seeの運営するレストランにて、「バスク風チーズケーキ」として提供されはじめた。同社のパティシエがスペイン・バスク地方のサンセバスチャンで食べたチーズケーキを、日本でも再現すべく開発された。
2018年7月5日、東京都港区にて日本初のバスクチーズケーキ専門店ガスタが開店し、本家ラ・ビーニャから正式継承をした製法を用いたチーズケーキに「バスクチーズケーキ」と名付け、広く知られるようになった。専門店の開店により、バスクチーズケーキが日本で注目されるようになった。九州では先駆けとなるSOUL CAKE SHOPが熟成冷凍加工なる特殊な製法で作られるものも開発。他にも江東区のカオリーヌ菓子店など、バスクチーズケーキを出すケーキ店がメディアでとりあげられた。近年では、進化系バスクチーズケーキとして「熟成バスクチーズケーキ」も発売されている。 

### コンビニスイーツとしての普及

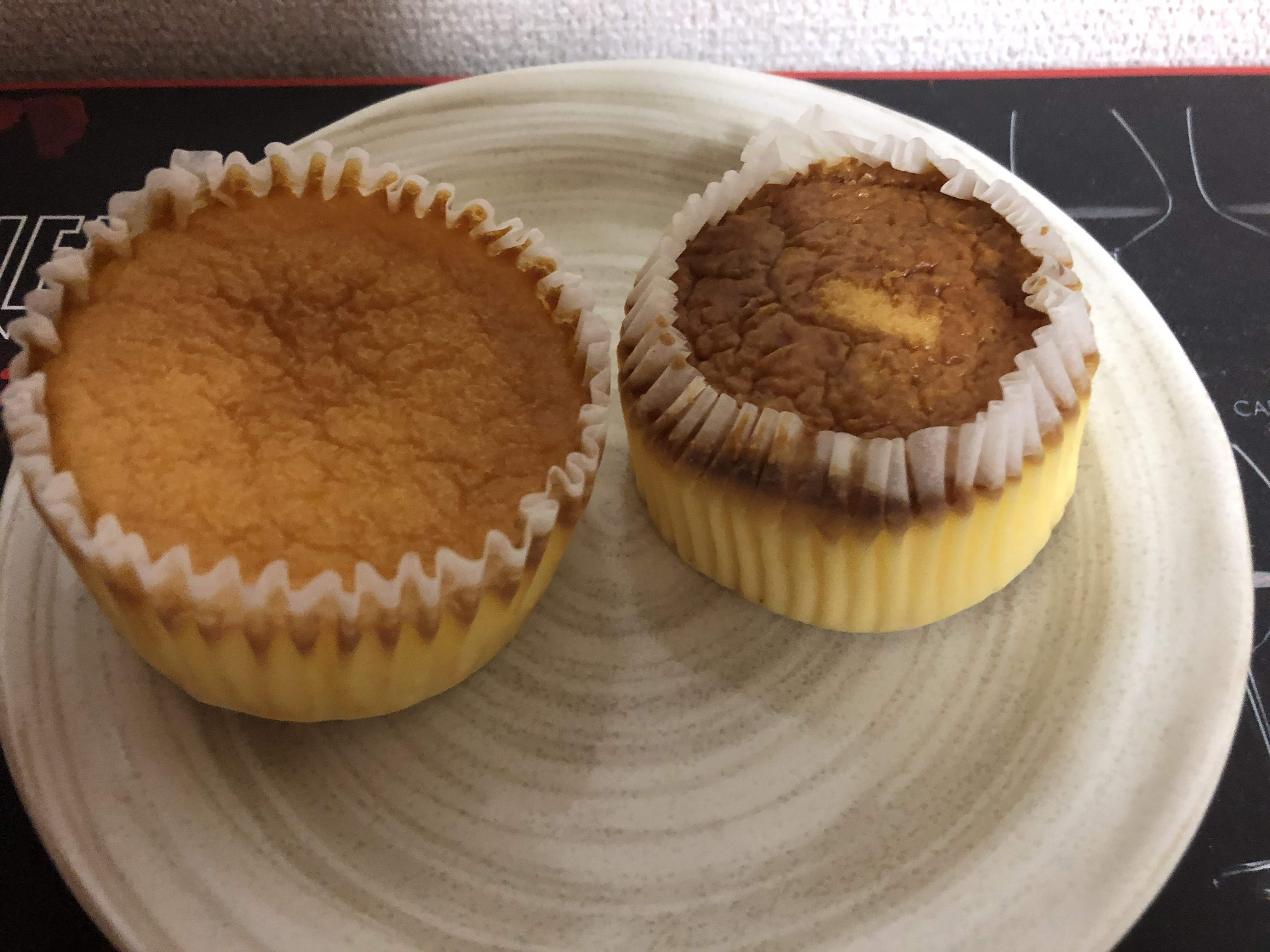
日本のコンビニで売られているバスクチーズケーキ。左はセブンイレブン、右はローソンのもの。

2019年、コンビニエンスストアのローソンが独自開発によりバスクチーズケーキをコンビニスイーツとして売り出すこととなった。2月上旬から中旬にかけて群馬県で試験的に販売を行い、女性客を中心に好評を博した。2019年3月26日に「バスチー」という略称で全国的にバスクチーズケーキ販売を開始し、販売3日で100万個を販売した。開発にあたっては「レアチーズやベイクドチーズといった定番とはひと味違った商品」を狙ったという。「バスチー」について、料理人の藤沢セリカは厳密に言うとバスクで饗されているデザートと「味付けは違」うが「やわらかい食感や風合いなど」は似ていると評している。これはそれまでのローソンのコンビニスイーツとしてはもっとも早く売れ行きをのばした菓子であったプレミアムロールケーキを上回るペースであり、大きなヒット商品となった。女性を中心に人気を博し、販売開始2ヶ月で1300万個を売り上げた。2019年8月には生クリームを添加した「プレミアムバスチー」も発売した。2019年9月までには売り上げが2600万個、12月初め頃までには3200万個、12月末頃には3500万個に達した。2019年のクリスマスシーズンには、フードロスを抑えるため日持ちを向上させるべくレシピを変更した。
ローソンのスイーツ売り上げは2019年11月15日時点で「前年同期比約6割増と好調に推移」することとなった。2019年3～8月期のローソンの増益の理由のひとつはこのバスクチーズケーキのヒットであると考えられている。ローソンの開発担当者である東條仁美は、既に洋菓子店などで人気が出始めていたバスクチーズケーキをいち早くコンビニで売り出したタイミングが良かったと分析している。バスクチーズケーキの開発はローソンの「他社にない商品で差別化する戦略」の典型例として評価されている。
ローソンでのヒットをきっかけに他社もバスクチーズケーキを販売するようになった。セブンイレブンはローソンより半年ほど遅れてバスクチーズケーキを販売するようになったが、これは「これまで常に新市場を切り開いてきたセブンの自信が揺らいでいる」ことを示すような追随であると評された。ファミリーマートも南九州にて、限定商品としてバスクチーズケーキを売り出した。
バスクチーズケーキのヒットは、コンビニをはじめとする小売の洋生菓子市場を盛り上げるきっかけになったと指摘されている。ホテルニューオータニ幕張のビュッフェのラインナップにバスクチーズケーキが入るようになったり、日本酒の蔵元が発酵食品の甘酒入りのバスクチーズケーキを出すなど、さまざまな店舗で売られるようになった。この流行の影響で、他にもチーズを使った新しい菓子類が出回るようになった。